# 블랙박스 (창 관리자)
블랙박스(Blackbox)는 유닉스 컴퓨팅에서 X 윈도 시스템을 위한 창 관리자이다.
블랙박스는 특정한 디자인 목표가 있으며 일부 기능은 다른 응용 프로그램들을 통해서만 제공된다. 한 가지 예가 바로 bbkeys라는 단축키 프로그램이다.
블랙박스는 C++로 작성되었으며 독자적인 코드가 포함되어 있다. Bradley T. Hughes가 작성하였으며 MIT 라이선스를 통해 이용할 수 있다. 블랙박스는 확장 창 관리자 힌트(EWMH) 규격과 호환된다.

## 기능
블랙박스 창 관리자의 기능은 다음과 같다:
- 스택 창 관리자
- C++로 작성됨
- MIT 라이선스를 통해 이용 가능
- 확장 창 관리자 힌트 규격 호환
- 제목 표시줄에 창 최소화, 최대화, 닫기 단추가 있음
- 테마 지원
- 바탕 화면 바로가기 지원 없음

## 관련 제품
블랙박스를 기반으로한 수많은 창 관리자가 있다:
- 플럭스박스
- 오픈박스 (3.0 버전까지)

### 창 셸 치환
동일한 코드에 기반을 두지는 않지만 아래의 프로젝트들은 블랙박스에 영향을 받았다.
- BB4Win (윈도 상의 가장 저명한 최초의 블랙박스 클론/포트)
- bbLean (BB4Win의 분파, 현재 활발히 개발 중)
- xoblite